# Grodziszcze (powiat świdnicki)

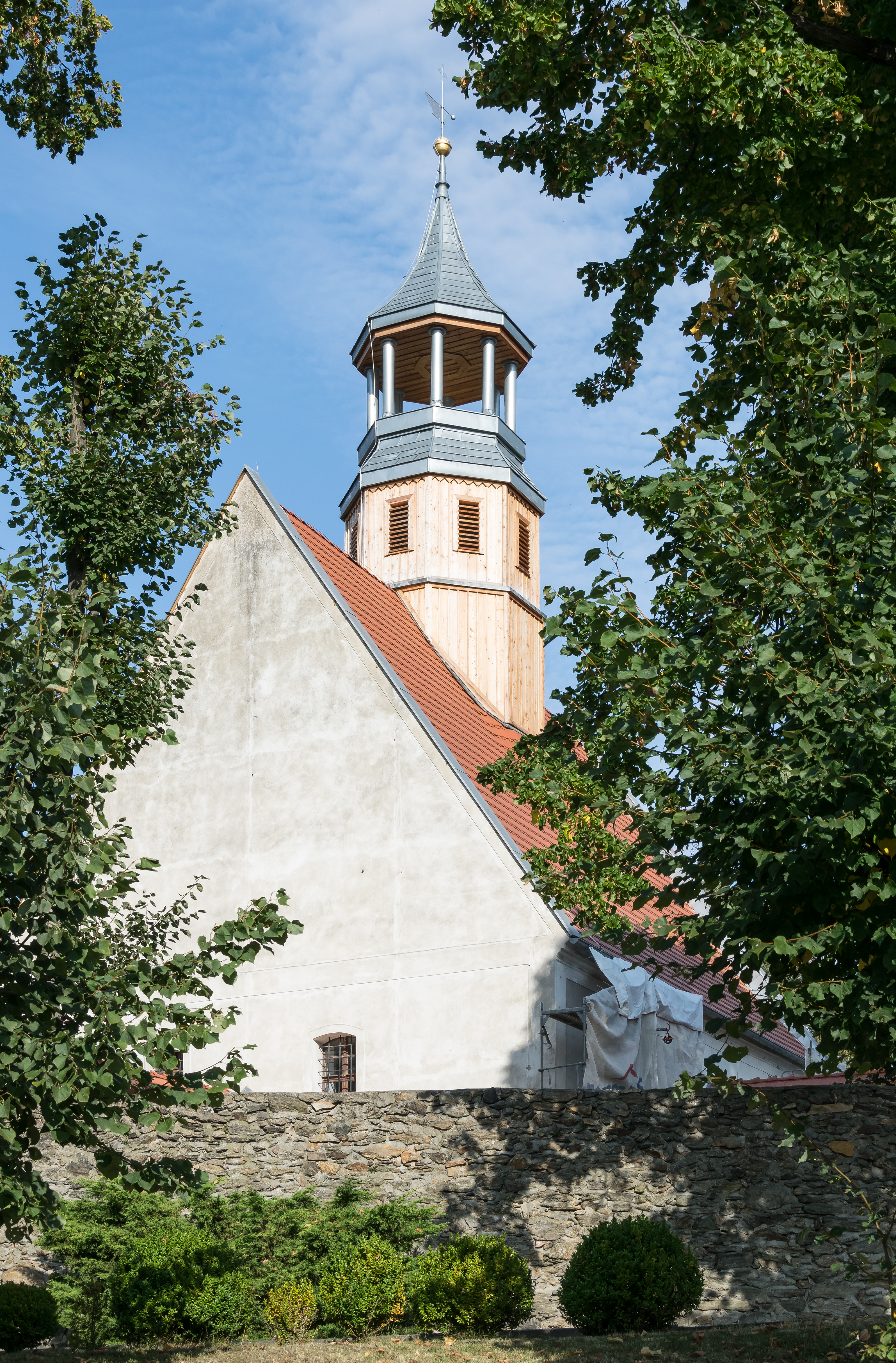
Kościół parafialny pw. św. Anny

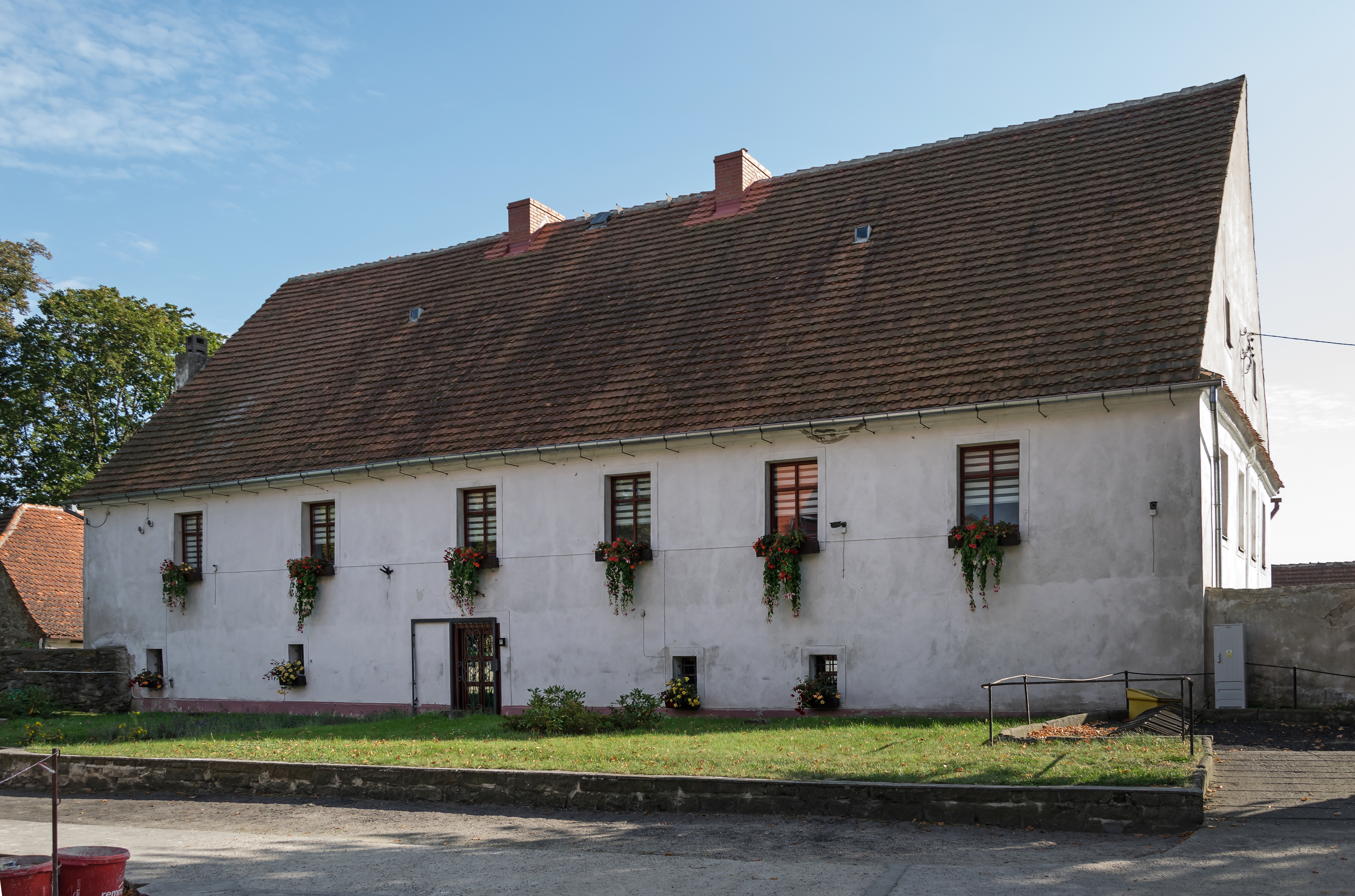
Zabytkowa plebania w Grodziszczu

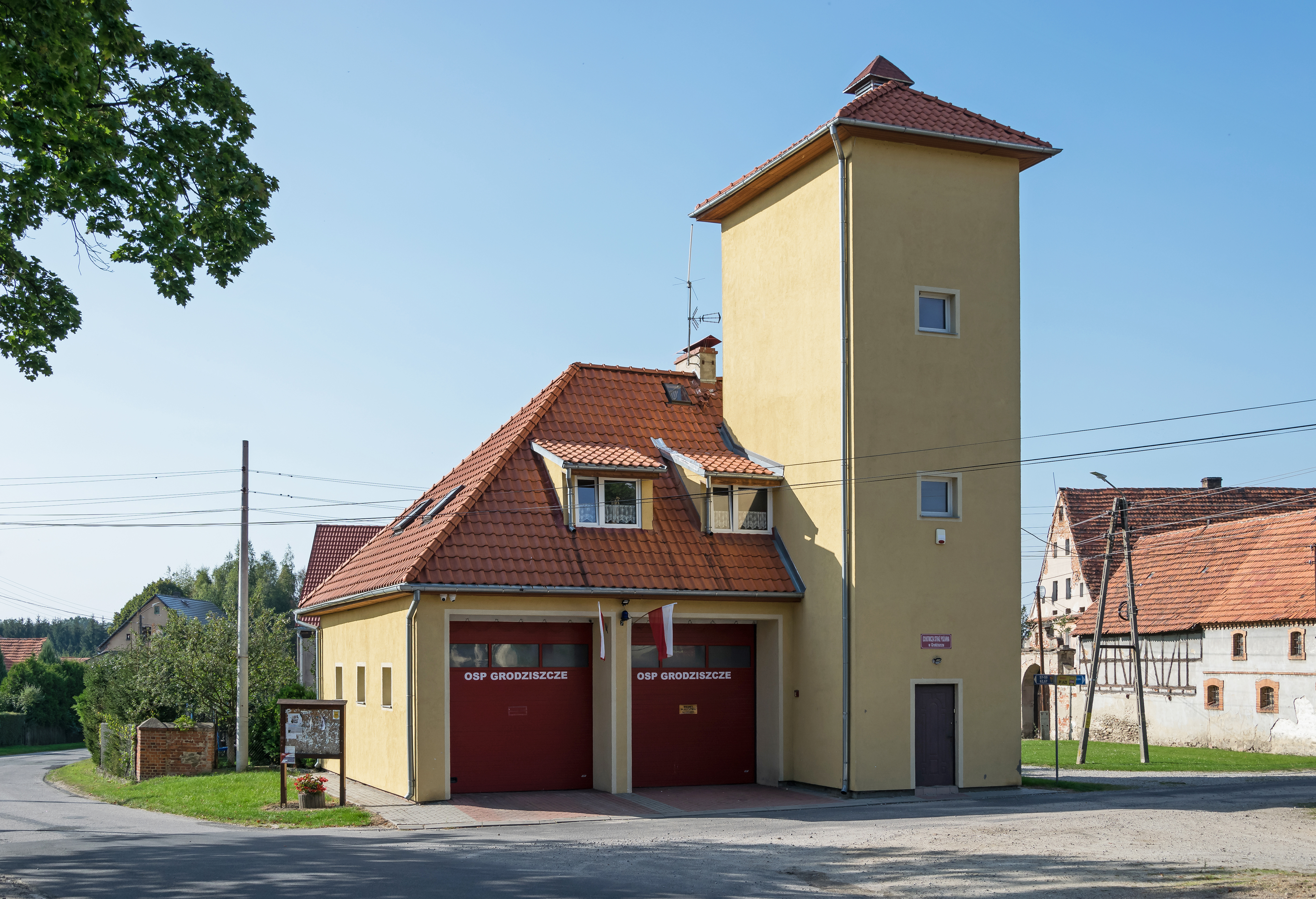
Remiza OSP w Grodziszczu

Grodziszcze (niem. Gräditz) – wieś w Polsce położona w województwie dolnośląskim, w powiecie świdnickim, w gminie Świdnica. Początkowo zwany Gramolinem.

## Podział administracyjny
W latach 1954–1968 wieś należała i była siedzibą władz gromady Grodziszcze, po jej zniesieniu w gromadzie Pszenno. W latach 1975–1998 miejscowość należała administracyjnie do województwa wałbrzyskiego.

## Położenie
Najstarsza w gminie Świdnica wieś łańcuchowa, położona nad Piławą na wysokości 240–260 m n.p.m., w Kotlinie Dzierżoniowskiej. W układzie miejscowości nadal czytelny jest podział na trzy części: Grodziszcze Górne, Środkowe i Dolne.

## Historia
Wieś zaliczana jest do najstarszych wsi na Śląsku. W trakcie prowadzonych prac archeologicznych odkryto we wsi ślady pobytu człowieka z czasów neolitu. W XI wieku we wsi istniała kasztelania, wymieniana wśród kasztelańskich warowni południowego pogranicza Śląska jako Gramolin, co potwierdził w słynnej „srebrnej bulli” w 1155 roku papież Hadrian IV. Wzmianki na temat miejscowości odnoszą się także do lat 1193–1250, gdy była odnotowana jako wieś leżąca w dobrach klasztoru NMP na Piasku we Wrocławiu. W XI-XII wieku wieś była siedzibą kasztelana Jana pana na grodzie zwanym Grodez. Wzmianka o miejscowości znajduje się w łacińskim dokumencie z 1250 roku wydanym przez papieża Innocentego IV w Lyonie gdzie wieś zanotowana została w zlatynizowanej, staropolskiej formie „Crodec”. Kasztelanię w późniejszym okresie przeniesiona do Świdnicy. W 1288 roku Grodziszcze było wsią książęcą. Henryka IV Prawy dobrami z Grodziszcza uposażył w 1288 r. fundację kolegiaty świętokrzyskiej we Wrocławiu. Podobny charakter miały działania Bolka I świdnickiego, który fundując w 1292 r. klasztor cystersów w Krzeszowie, uposażył go m.in. w ziemię z Grodziszcza. On też najpewniej ostatecznie zlikwidował gród w Grodziszczu, o czym świadczy dodatkowe uposażenie klasztoru krzeszowskiego w ziemię w Grodziszczu, dokonane w 1298 r.
W 1470 właścicielami Grodziszcza Górnego byli bracia Tristram i Georg Seidlitz. W latach 1510, 1530, 1534 jako właściciel pobliskich Bojanic wymieniany jest George von Seidlitz.
Po trzech wojnach śląskich w latach 1742–1763 pomiędzy Austrią a Prusami miejscowość znalazła się w granicach Prus. W 1742 roku król pruski Fryderyk II wydał pozwolenie na budowę w Grodziszczu ewangelickiego zboru, dla gminy ewangelickiej: Górnego Grodziszcza, Dolnego Mościska, Krzyżowej i Wieruszowa. Pierwsze nabożeństwo w nowo wybudowanej świątyni odbyło się 17.12.1743. W 1810 roku miejscowość należała do kolegiaty św. Krzyża we Wrocławiu. W średniowieczu była własnością Kanoników regularnych, co 9 kwietnia 1193 potwierdził Papież Celestyn III. Od czerwca 1813 roku w Grodziszczu mieściła się główna kwatera wojsk koalicji antynapoleońskiej, wówczas to we wsi przebywali m.in.: car Aleksander I, król pruski Fryderyk III, książę pruski Wilhelm oraz pruscy i rosyjscy generałowie. Wydarzenie to upamiętniała wmurowana w zewnętrzną ścianę dworu tablica inskrypcyjna, która zaginęła w latach 40. XX wieku.
W czasie II wojny światowej istniała we wsi filia obozu koncentracyjnego Groß-Rosen, w której więziony był i zginął Salo (Salomon) Landau urodzony w Polsce holenderski szachista żydowskiego pochodzenia.
W latach 60.-70. XX wieku został rozebrany zbór ewangelicki wraz z wieżą.
11.03.2017 r. w świetlicy wiejskiej we wsi odbył się zjazd 300 neonazistów z Polski i Niemiec. Podczas imprezy odbył się koncert z udziałem zespołów Oidoxie z Niemiec, Obłęd z Polski oraz z Ukrainy i Szwajcarii. Organizatorem imprezy były komórki narodowosocjalistycznej międzynarodówki Blood & Honour z Bielawy i Dzierżoniowa.
W świetlicy odbywają zajęcia opiekuńczo-wychowawcze dla dzieci, próby zespołów tanecznych „Tęcza” i „Awans”. Gospodarzem świetlicy jest Zofia Sara.

## Zabytki
Do wojewódzkiego rejestru zabytków wpisane są:
- zespół kościoła parafialnego:
  - późnogotycki-renesansowy kościół św. Anny w Grodziszczu, parafialny, z początku XVI w., XVIII w. Na ścianie kościoła epitafium małżeństwa von Seidlitz z rokiem 1534 w lewym dolnym rogu[12]
  - plebania, z XVI w., XVIII-XIX w.
  - ogrodzenie z dwiema bramkami, z XVI w.
  - park pałacowy, z XVIII w., koniec XIX w. z wieloma pomnikami przyrody

inne zabytki:
- pałac późnobarokowy z połowy XVIII w., z dachem czterospadowym, przebudowany w początkach XX w. W roku 1813 w pałacu stacjonował car Rosji Aleksander I
- krzyże pokutne
- rozległe grodzisko z IX-XII w. Obecnie widoczne są jedynie pozostałości wałów ziemnych.

## Oświata
W Grodziszczu znajduje się szkoła podstawowa, wybudowana w 1997 r.